# Калитинка (Винницкая область)
Калитинка (укр. Калитинка, пол. Kalityna, Kalitynka) — село на Украине, находится в Шаргородском районе Винницкой области.
Код КОАТУУ — 0525382801. Население по переписи 2001 года составляет 780 человек. Почтовый индекс — 23553. Телефонный код — 4344.
Занимает площадь 23,8 км².

## Религия
В селе действует Свято-Димитриевский храм Шаргородского благочиния Могилёв-Подольской епархии Украинской православной церкви.

## Адрес местного совета
23553, Винницкая область, Шаргородский р-н, с. Калитинка, ул. Пархоменко, 41